# سمفونی بهار (فیلم)
سمفونی بهار (آلمانی: Frühlingssinfonie) یک فیلم در ژانر زندگی‌نامه‌ای به کارگردانی پیتر شامونی است که در سال ۱۹۸۳ منتشر شد.

## بازیگران
- آندره هلر
- برنهارد ویکی
- گیدون کرمر
- هربرت گرونمیر
- ناستاسیا کینسکی
- پیتر شامونی
- رولف هوپه